# 連鰭喉盤魚
連鰭喉盤魚（學名：Lepadichthys frenatus），又稱黃喉盤魚，為輻鰭魚綱喉盤魚目喉盤魚科的其中一種，由埃德加·雷文斯伍德·韋特於1904年描述，其模式產地為豪勳爵島。

## 分布
本魚分布於西太平洋區，包括臺灣、琉球群島、澳洲、印尼等海域，深度1至6公尺。

## 特徵
本魚體延長，略呈圓柱形。體無鱗片，腹鰭特化為吸盤狀，背鰭、臀鰭和尾鰭相連，吻突出，眼大。魚體背部橘黃色或棕色，腹部顏色淡，從吻部到眼睛，再到頭部後部，有一條深紅色到黑色的條紋，背鰭軟條15-17枚、臀鰭軟條12-15枚，體長可達5.7公分。

## 生態
本魚棲息在礁石縫隙間的海膽底部，體表具黏液，能分泌毒素。

## 經濟利用
為觀賞魚。